# کورت لاونس
کورت لاونس (انگلیسی: Curt Lowens؛ زادهٔ ۱۷ نوامبر ۱۹۲۵ درگذشته ۸ مهٔ ۲۰۱۷ (۹۱ سال)) یک هنرپیشه اهل آلمان بود.
از فیلم‌ها یا برنامه‌های تلویزیونی که وی در آن نقش داشته است می‌توان به دو زن، فرشتگان و شیاطین، الماس‌تراش، فرانسیس آسیزی، معجزه در سنت آنا، راز سانتا ویتوریا، فایرفاکس، او مرا می‌خواهد و کنترپوان اشاره کرد.